# Monochamus hiekei
Monochamus hiekei là một loài bọ cánh cứng trong họ Cerambycidae.